# Múscul palatofaringi
El múscul palatofaringi (musculus palatopharyngeus) o múscul faringostafilí, és un petit múscul situat a la part superior de la boca, en el sostre de la boca.
Està format per un fascicle carnós allargat, més estret al centre que en qualsevol dels extrems, i que forma amb la mucosa de la membrana que cobreix la seva superfície, l'arc palatofaringi. Està separat del múscul palatoglòs per una estructura angular on hi ha l'amígdala palatina.

## Insercions
S'origina en el vel del paladar, on queda dividit en dos fascicles partit pel múscul elevador del vel del paladar i el de l'úvula:
- El fascicle posterior es troba en contacte amb la membrana mucosa, i s'uneix amb la del múscul oposat a la línia mitjana.
- El fascicle anterior, més gruixut, està situat en el paladar tou entre els músculs elevador del vel del paladar i tensor del vel del paladar i s'uneix a la línia mitjana de la part corresponent del múscul oposat.

Continua lateralment i cap avall per darrere l'amígdala palatina; llavors, el palatofaringi s'uneix al múscul estilofaringi i s'insereix en la vora posterior del cartílag tiroide. Algunes de les seves fibres arriben fins al costat de la faringe i altres passen a través de la línia mitjana posterior on contacten amb el múscul del costat oposat.

## Acció
El vel del palatí s'eleva lleugerament per l'acció del Múscul peristafilí intern i es tensa per la contracció del peristafilí extern. Els músculs palatofaringis, quan es contrauen, tiren de la faringe cap amunt deixant espai al bol alimentari. D'aquesta manera, impedeixen el pas del bol alimentari cap a la nasofaringe. Al mateix temps, els músculs palatofaringis formen un pla inclinat, dirigit de manera obliqua cap avall i cap enrere, de manera que el bol descendeix a la part inferior de la faringe.